# Oskar Beccia
Oskar Beccia, slovenski grafični obrtnik, * 22. februar 1922, Vrh sv. Mihaela, Italija

## Življenje in delo
Osnovno šolo je obiskoval v Ronkah, nižjo gimnazijo in učiteljišče pa v Gorici. Po končanem šolanju je bil več let vzgojitelj v Dijaškem domu Simon Gregorčič v Gorici. Bil je tudi član slovenske komisije pri Javnem kulturnem središču v Ronkah in odbornik društva Jadro. Vrsto let se je ukvarjal s profesionalno grafiko, globokim tiskom, offsetnim tiskom za podjetja, sitotiskom, oblikovanjem plakatov in umetniško tiskovino. Opremil je platnice raznih revij in glasil, predvsem za slovenske ustanove in društva v zamejstvu. Prvo samostojno razstavo je imel 1976 v galeriji La Quercia v Ronkah, nato je še večkrat sodeloval v skupinskih razstavah v zamejstvu in po Italiji. 